# Type naturel

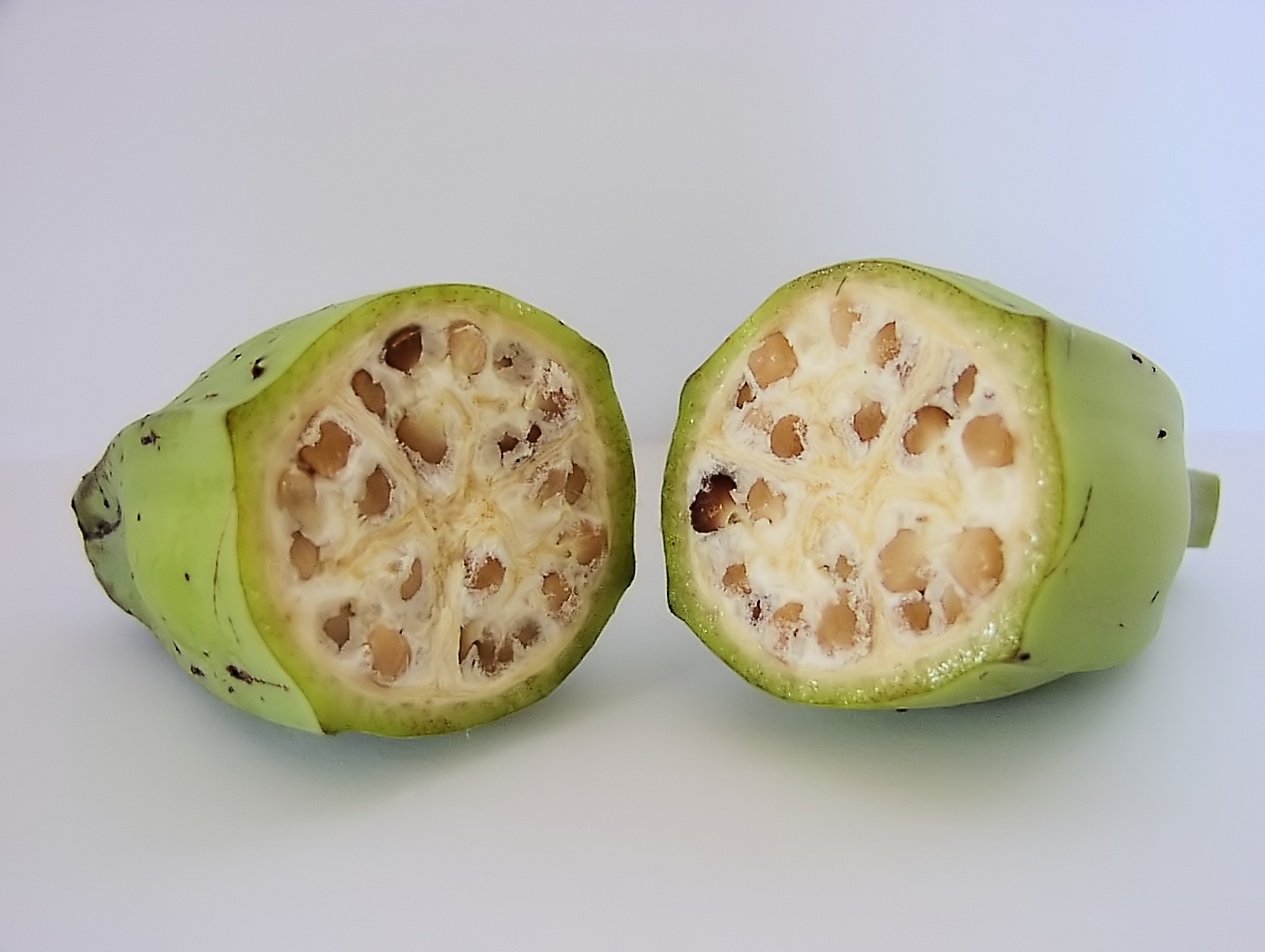
Coupe transversale d'une banane de type sauvage. Contrairement aux bananes culinaires, les bananes sauvages possèdent de nombreuses graines, dures et de grosse taille.

Le type naturel, ou type sauvage, (de l'anglais wild type) est, en biologie, la forme naturelle, ou de référence, d'un organisme, d'un génome, d'un gène ou encore d'une protéine. À l'origine, le concept de type sauvage se référait à l'allèle standard "normal" d'un locus, par opposition à l'allèle produit par un allèle non standard qu'on appelle "mutant". Les allèles mutants peuvent varier dans une grande mesure et même devenir le type sauvage de référence si un épisode de dérive génétique survient au sein de la population. Les avancées récentes et toujours en cours en cartographie génétique ont permis une meilleure compréhension de comment les mutations apparaissent et interagissent avec d'autres gènes pour modifier le phénotype. Il est maintenant admis que la plupart des loci existent sous une variété plus ou moins grande de formes alléliques, de fréquences variables selon la répartition géographique, et que le concept de type sauvage universel n'existe pas. En général, cependant, l'allèle le plus prévalent – c'est-à-dire celui ayant la plus grande fréquence génique – est celui considéré comme type sauvage.
Le concept de type sauvage est utile chez certains organismes modèles comme la mouche du vinaigre Drosophila melanogaster chez qui les phénotypes standards caractérisant la couleur des yeux ou la forme des ailes sont connus pour être affectés par des mutations particulières produisant des phénotypes distincts tels que les yeux blancs ou les ailes vestigiales. Les allèles de type sauvage sont généralement indiqués avec un "+" en exposant, comme par exemple w+ et vg+ pour les yeux rouges et les ailes de taille normale, respectivement. Les expériences de manipulation des gènes responsables de ces phénotypes ont permis de mieux comprendre comment les organismes se forment et comment les phénotypes mutent au sein d'une population. La recherche consacrée à la manipulation de ces allèles de type sauvage a des applications dans de nombreux domaines tels que la lutte contre les maladies et la production alimentaire à visée commerciale.

## Applications médicales
La séquence génétique donnant le phénotype "type sauvage" versus "mutant" et la façon dont les gènes interagissent dans leur niveau d'expression constituent le sujet de nombreuses recherches. On espère qu'une meilleure compréhension de ces processus permettra de développer et/ou d'améliorer des méthodes pour prévenir et guérir des maladies actuellement incurables comme l'infection par le virus de l'herpès. Un exemple d'une recherche prometteuse dans le domaine est l'étude de Zhao et ses collaborateurs menée en 2014 qui étudiait le lien entre des mutations du type sauvage et certains types de cancer du poumon. La recherche est également axée sur la manipulation de certains traits de type sauvage chez des virus afin de développer de nouveaux vaccins. Cette recherche pourrait ouvrir de nouvelles voies pour combattre des virus mortels tels que l'Ebola et le VIH. De la recherche sur les mutations des types sauvages est également menée afin de comprendre comment les virus passent d'une espèce à l'autre afin d'identifier des virus dangereux pouvant potentiellement infecter l'humain.

## Applications commerciales
L'agriculture est basée sur le principe de culture sélective ou d'élevage sélectif afin de maximiser les caractéristiques les plus intéressantes chez les espèces cultivées et les animaux d'élevage. Les expériences génétiques sur les plantes cultivées et les animaux d'élevage ont permis d'accélérer le processus évolutif afin d'augmenter leur taille et les rendre plus résistants aux maladies,. La recherche sur les mutations des types sauvages a permis la création de plantes génétiquement modifiées qui produisent plus de rendement alimentaire, ayant ainsi permis de réduire la famine et la sous-alimentation dans le monde à un niveau historiquement le plus bas. La modification génétique des plantes permet non seulement d'accroître le rendement, mais aussi d'obtenir des produits alimentaires plus nutritifs, permettant ainsi à certaines populations d'avoir accès à des vitamines nécessaires (exemple du riz doré contenant du β-carotène) et des minéraux auxquels elles n'avaient auparavant pas assez accès. L'utilisation de ces mutations sur le type sauvage a de plus donné naissance à des plantes cultivées capables de pousser dans des environnements extrêmes (arides, salins...). L'amplification de gènes avantageux pour les humains chez des espèces cultivées ou élevées permet de les élever à un pourcentage plus élevé que la normale au sein de leurs populations, bien que cette pratique soit sujette à des débats éthiques,. Ces changements ont également donné lieu au fait que certaines plantes et certains animaux sont presque méconnaissable lorsqu'on les compare à leurs lignées ancestrales.

## Galerie

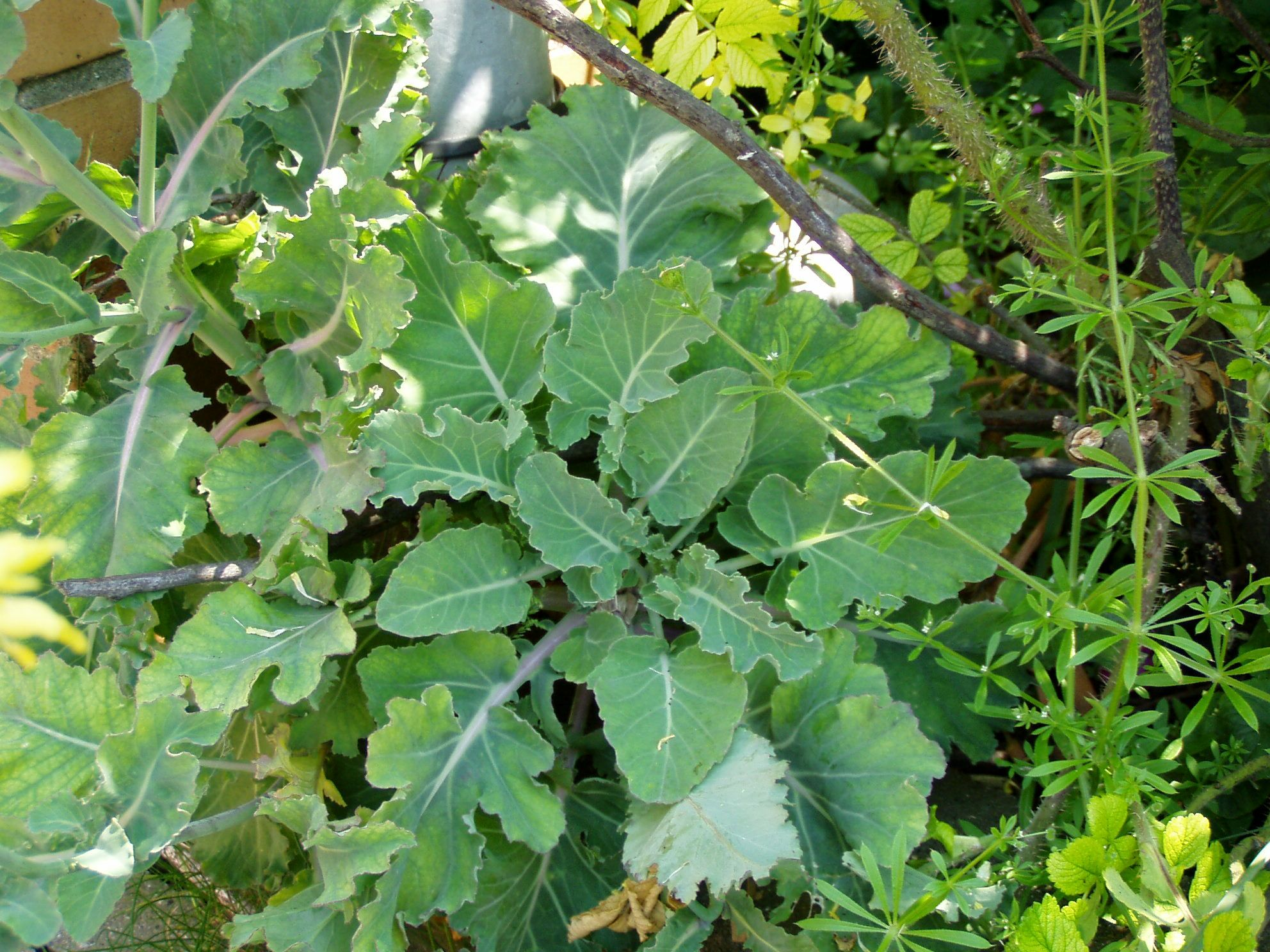
Type naturel du Chou commun (Brassica oleracea), à l'origine de toutes les variétés cultivées.
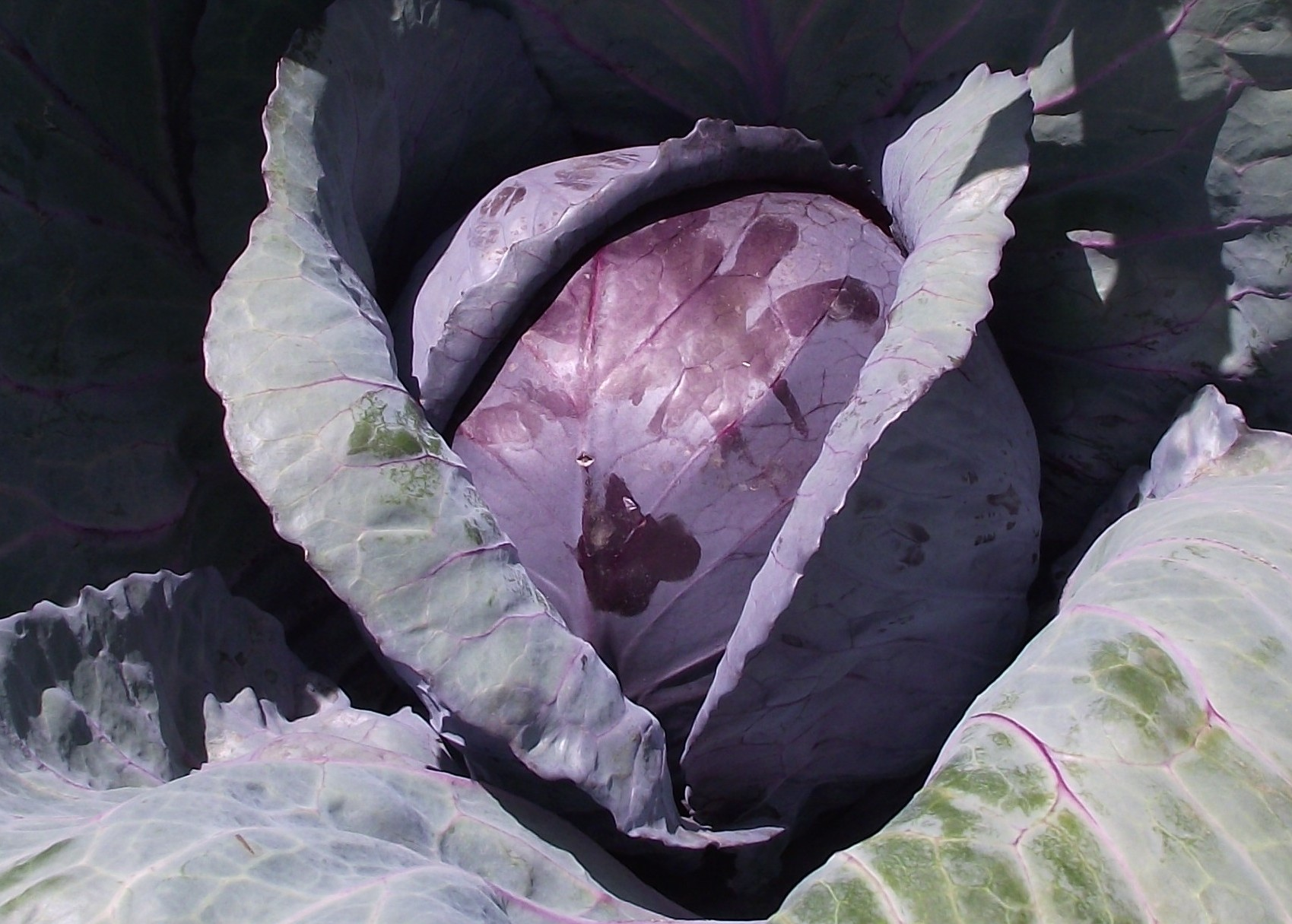
Chou rouge (Brassica oleracea var. capitata f. rubra), variété obtenue par sélection, à partir du type naturel.
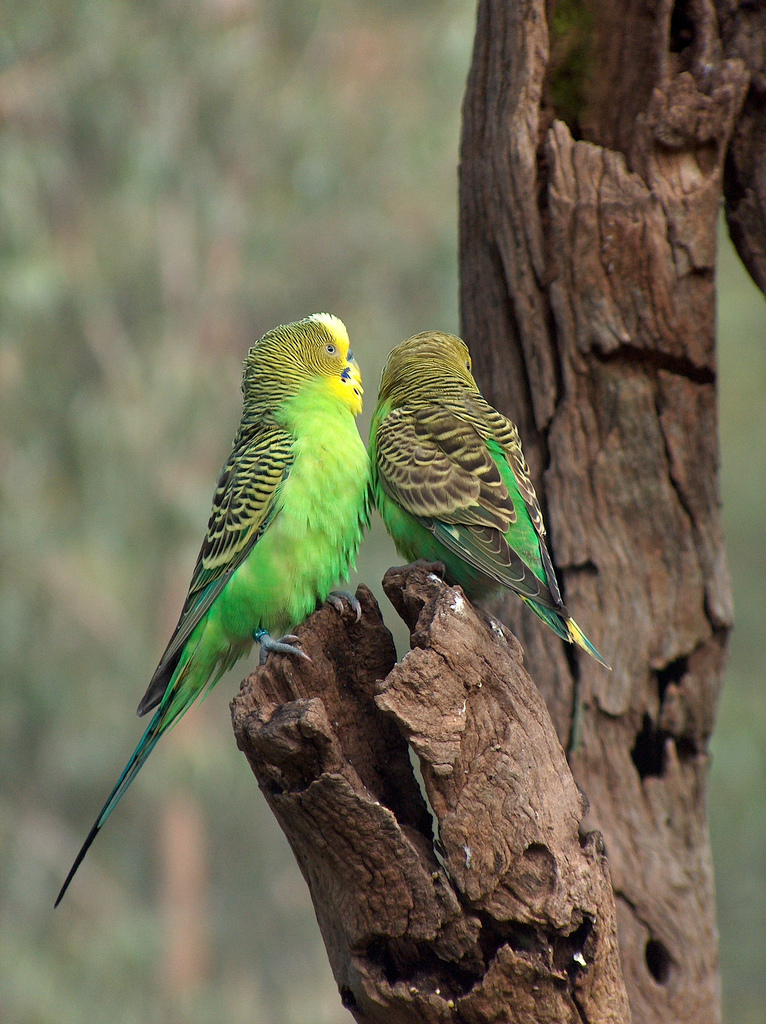
Type sauvage de Perruche ondulée (Melopsittacus undulatus).
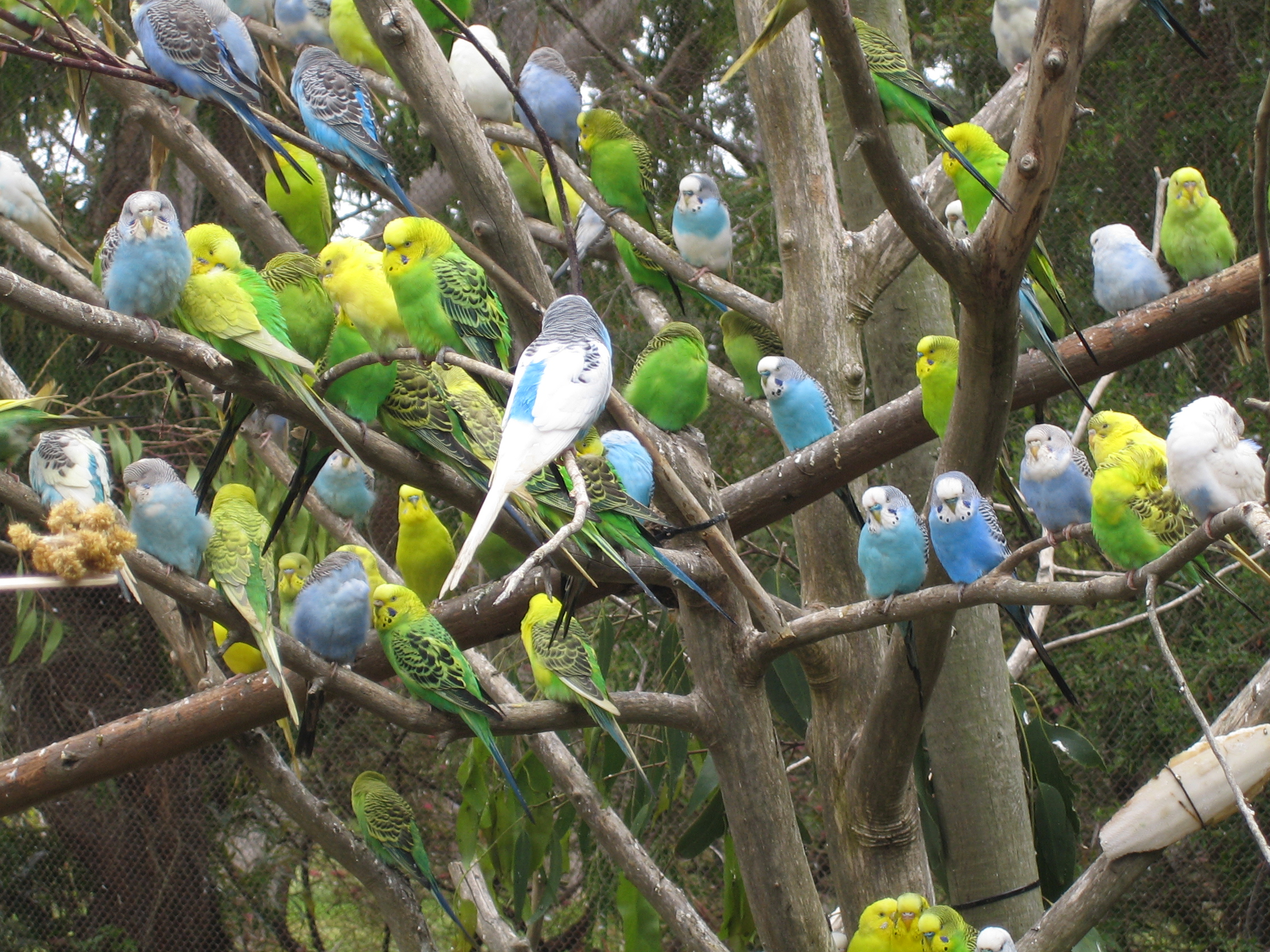
Perruches ondulées de différentes couleurs, sélectionnées en captivité.
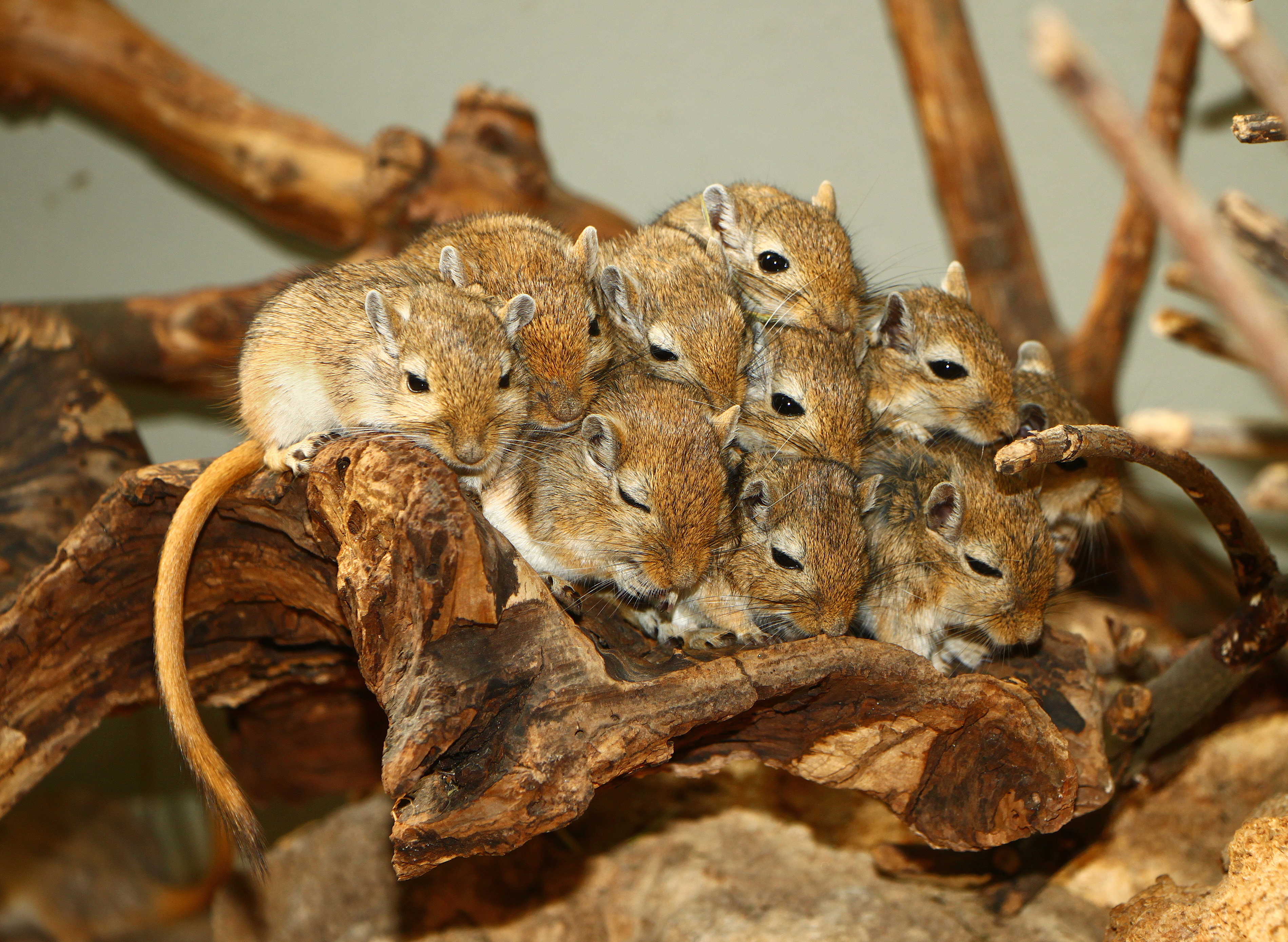
Type naturel de Gerbille de Mongolie (Meriones unguiculatus), au zoo Wilhelma.
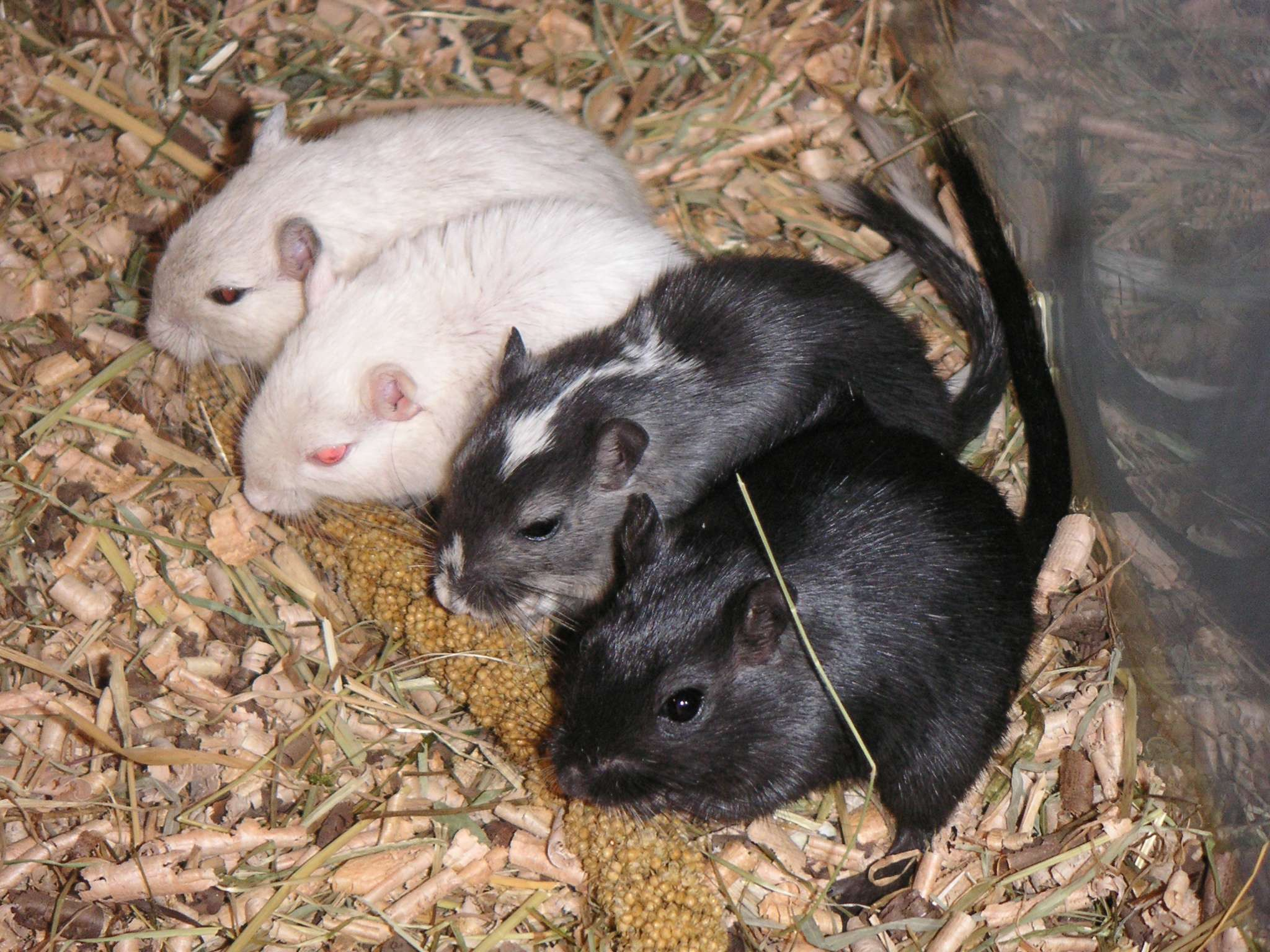
Diverses mutations colorées de gerbilles de Mongolie, obtenues en captivité.